# Centralny Dom Maklerski Pekao
Centralny Dom Maklerski Pekao S.A. (CDM Pekao) – dawny dom maklerski działający w latach 1991–2019, kiedy został włączony do Banku Pekao S.A. Działalność maklerska jest kontynuowana przez wydzieloną jednostkę organizacyjną banku pod nazwą Biuro Maklerskie Pekao.

## Opis
Centrala firmy mieściła się w Warszawie przy ul. Wołoskiej 18. Na terenie kraju funkcjonowało kilkadziesiąt Punktów Usług Maklerskich (dawniej Punkty Obsługi Klientów) zlokalizowanych w placówkach Banku Pekao S.A.
Kapitał akcyjny spółki wynosił 56 331 898 zł. Właścicielem 100% akcji CDM Pekao był Bank Pekao S.A. Wszystkie akcje CDM Pekao były imienne, zwykłe o wartości nominalnej 31 zł.
Centralny Dom Maklerski Pekao S.A. prowadził działalność na podstawie zezwolenia Komisji Papierów Wartościowych i Giełd oraz podlegał nadzorowi Komisji Nadzoru Finansowego. Działa w zgodzie z zasadami Kodeksu Dobrej Praktyki Domów Maklerskich. Oferował szeroki dostęp do rynku kapitałowego:
- Akcje spółek notowanych na GPW oraz w alternatywnym systemie obrotu NewConnect,
- Akcje tysięcy spółek notowanych na 20 rynkach zagranicznych, np. USA, Niemcy, Francja, Wielka Brytania,
- Jednostki uczestnictwa funduszy i subfunduszy inwestycyjnych z kilkunastu polskich towarzystw oraz fundusze zagraniczne takich firm inwestycyjnych jak: Goldman Sachs, Schroders, Franklin Templeton,
- Obligacje na rynku Catalyst,
- Obligacje skarbowe nominowane w PLN, USD i EUR,
- Instrumenty pochodne,
- Certyfikaty strukturyzowane certyfikaty strukturyzowane[6],
- Certyfikaty inwestycyjne funduszy inwestycyjnych zamkniętych (publiczne i niepubliczne),
- Indywidualne Konta Emerytalne[7].

## Historia
- 1991[8] – CDM Pekao (wówczas działający pod nazwą Centralne Biuro Maklerskie Banku Pekao S.A.) obsłużył pierwszą ofertę publiczną i zawarł pierwszą transakcję na GPW w Warszawie, jako pierwsze powojenne biuro maklerskie w Polsce. Na pierwszej sesji giełdowej w kwietniu 1991 roku prowadzono obrót akcjami zaledwie pięciu spółek (Tonsil, Próchnik, Krosno, Kable, Exbud). W latach 1991–1992 biuro przygotowało zasady sprzedaży oraz było sponsorem emisji większości prywatyzowanych spółek Skarbu Państwa, w tym takich jak: Żywiec S.A., Elektrim S.A., Mostostal-Export S.A., BRE S.A.
- 1992[9] – CDM Pekao jako dom maklerski został wybrany agentem emisji obligacji polskiego Skarbu Państwa. W ramach pełnienia tej funkcji CDM Pekao zorganizował konsorcjum złożone z kilkunastu domów maklerskich dysponujących ponad 400 punktami obsługi klientów oraz opracował procedury i programy informatyczne wspomagające sprzedaż obligacji.
- 1992[10] – CDM Pekao był pierwszym dystrybutorem jednostek uczestnictwa towarzystw funduszy powierniczych, w lipcu 1992 roku rozpoczynając dystrybucję jednostek uczestnictwa Pioneer Pierwszy Polski Fundusz Powierniczy.
- 1992[11] – CDM Pekao obsługiwał pierwszą emisję spółki prywatnej, notowanej na Giełdzie Papierów Wartościowych w Warszawie: Korporacji Gospodarczej Efekt S.A.
- 1998[12] – CDM Pekao zawarł pierwszą transakcję na rynku zagranicznym.
- 2000[12] – firma uruchomiła internetowy system obrotu papierami wartościowymi – CDMnet. System umożliwiał składanie zleceń na większość rynków Giełdy Papierów Wartościowych, a także na Centralnej Tabeli Ofert. Pozwalał także na śledzenie notowań ciągłych w czasie rzeczywistym. CDMnet udostępniał usługi dodatkowe, takie jak naliczanie prowizji czy ostrzeżenia przed przekroczeniem przyznanych limitów kredytowych.
- 2011[12] – w rok po uruchomieniu krótkiej sprzedaży na Giełdzie Papierów Wartościowych w Warszawie, CDM Pekao umożliwił swoim klientom detalicznym zbywanie papierów z planem ich późniejszego odkupienia.
- 2014[13] – spółka, jako pierwsza na rynku, uruchomiła usługę Intraday, która umożliwia zastosowanie obniżonego zabezpieczenia dla osób, które w ciągu tej samej sesji zdecydują się na otwarcie i zamknięcie pozycji.
- 2016[14] – CDM Pekao jako pierwszy w Polsce udostępnił możliwość składania i realizacji zleceń na amerykańskich giełdach NYSE i NASDAQ w fazie pre-market.
- 2017[15] – spółka jako pierwsza na polskim rynku uruchomiła dystrybucję funduszy inwestycyjnych zarządzanych przez Goldman Sachs Asset Management.
- 2018[16] – uruchomienie nowoczesnej autorskiej platformy inwestycyjnej eTrader Pekao.
- 2019 – CDM jako pierwszy na rynku rozpoczął świadczenie kompleksowej usługi doradztwa inwestycyjnego już od 10 tys. zł posiadanych aktywów[17]; rozpoczęcie procesu integracji działalności maklerskiej w Grupie Pekao[18]; fuzja prawna Domu Maklerskiego Pekao z Centralnym Domem Maklerskim Pekao S.A.; zmiana nazwy z Dom Maklerski Pekao na Biuro Maklerskie Pekao.
- 2020 – w kolejnym etapie integracji działalności maklerskiej została przejęta działalności brokerskiej oraz analityczna z Pekao Investment Banking; rozpoczęcie kompleksowej obsługi klientów instytucjonalnych; wdrożenie nowej usługi obsługa rejestru akcjonariuszy[19] zgodnie z wymogami KSH.